# IC 2012
IC 2012 — галактика типу S? (спіральна галактика) у сузір'ї Сітка.
Цей об'єкт міститься в оригінальній редакції індексного каталогу.